# 卡纳斯
卡纳斯是巴西圣保罗州的一个市镇。总面积53.494平方公里，总人口4318人，人口密度80.7人/平方公里。